# 忠州彌勒里石造如來立像

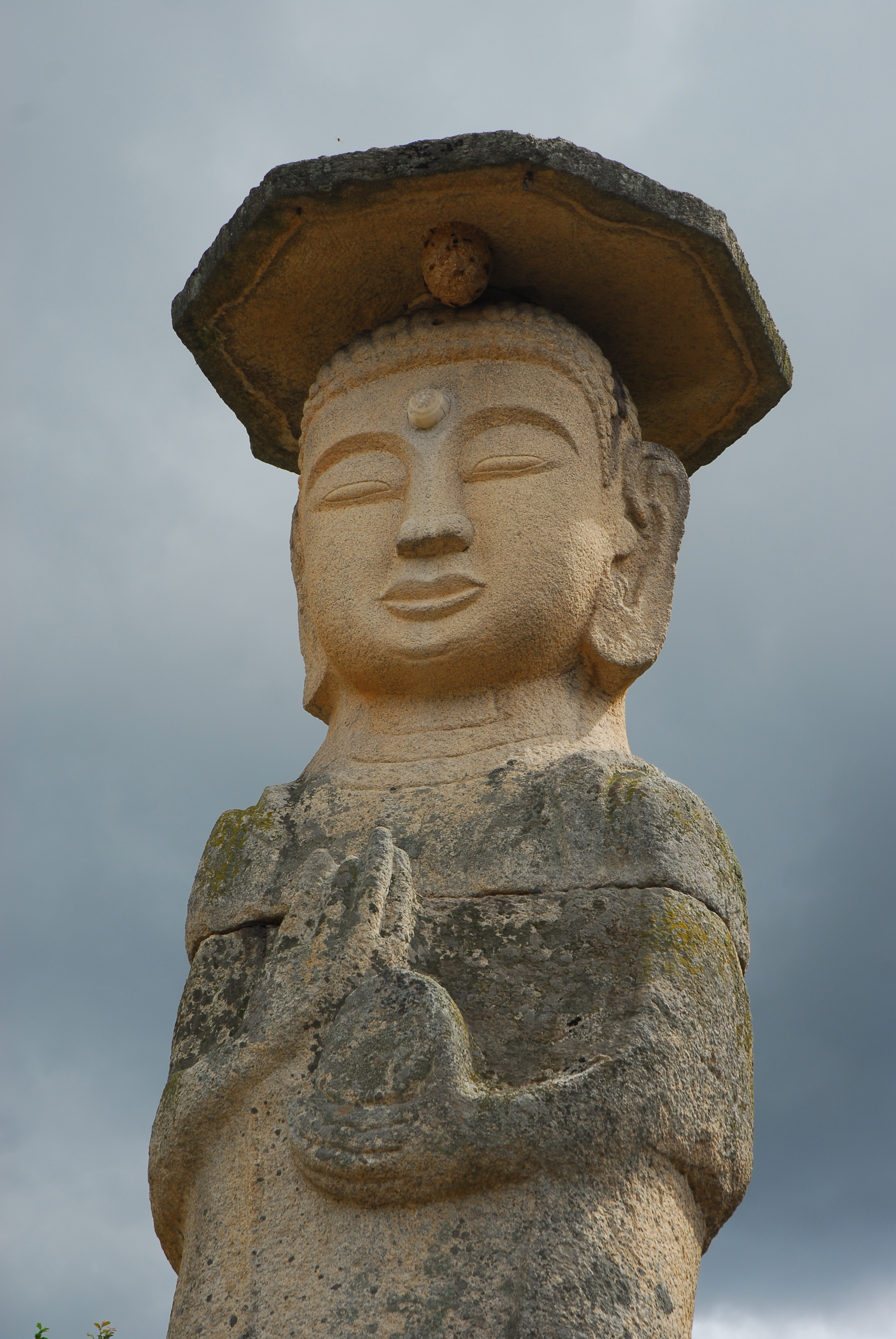
忠州彌勒里 石造如來立像

忠州彌勒里石造如來立像位於韩国忠清北道忠州市彌勒大院址，為高麗時代用石頭所製作的如來立像，1963年1月21日被定為大韓民國寶物第96號。
高麗初期在忠州附近，發現了許多一系列巨大且特徵、樣式相似的石佛立像。
這尊石造佛像共用了五塊石頭雕刻而成，最上方再以一塊薄石板覆蓋，做出紗帽的模樣。與臉部表情相比，身體部份的雕刻相對顯得簡單許多。

## 概要
根據傳說，在新羅末期麻衣太子因國家滅亡而感到無比的傷心與悲痛，後來來到了金剛山建造了這尊佛像。相傳，他的妹妹在德周寺也建造了磨崖佛立像 (大韓民國寶物第406號)。
這尊石造佛像用了五塊石頭打造而成，最上方以一塊薄石板覆蓋著。圓臉，弧型的眉毛， 細長的杏眼，寛鼻與厚唇等特徵，充份反應出高麗初期這個地區的佛像特色。佛像的身體以簡單的衣褶修飾，或手持佛珠，與臉部形成相當鮮明的對比，也相對顯得簡單。
由這尊石造佛像巨大的外觀來看，肯定是以新的國力做為背景所製造完成的。